# Ouragan Sally (2020)
L’ouragan Sally est le dix-neuvième système tropical, la dix-huitième tempête nommée et le septième ouragan de la saison 2020 dans l'océan Atlantique nord. Sally s'est formé à partir d'une zone de orageuse au large des Bahamas le soir du 9 septembre. Le système a développé une dépression tropicale le soir du 11 septembre qui a traversé le sud de la Floride la nuit suivante. Tôt le 12 au matin, la dépression est entrée dans le golfe du Mexique et est devenue la tempête tropicale Sally en après-midi. Par la suite, le système s'est dirigé vers la Nouvelle-Orléans tout en s'intensifiant et atteignant la catégorie 2 de l'échelle de Saffir-Simpson.
Sally a touché la côte de l'Alabama le matin du 16 septembre à la catégorie 2 après avoir dérivé deux jours au sud de celle-ci et changé de direction. Ce passage coïncidait exactement avec le 16e anniversaire du passage de l'ouragan Ivan au même endroit en 2004. Après être entré dans les terres, le système a rapidement perdue en intensité tout en recourbant sa trajectoire vers le nord-est. Devenue dépression post-tropicale sur la Géorgie le 17 septembre, l'ex-Sally a poursuivi vers les Carolines puis dans l'océan Atlantique, se dirigeant vers le large.
L'ouragan a donné des pluies torrentielles, une onde de tempête importante et des vents soutenus allant jusqu'à 165 km/h, causant des inondations majeures le long de sa trajectoire. Les dégâts s'élèvent en plusieurs milliards de dollars et les décès à au moins 5.

## Évolution météorologique

Dépression tropicale Dix-Neuf touchant la côte de Floride près de Miami au radar météorologique le 12 septembre.

Vue au radar des pluies de Sally le 16 septembre, juste après avoir touché la côte de l'Alabama.

Une zone orageuse désorganisée ayant un potentiel de développement est apparue le soir du 9 septembre au large des Bahamas. À 21 h UTC le 11 septembre, le NHC a émis son premier avis pour la dépression tropicale Dix-neuf, située à 130 km à l'est-sud-est de Miami, en Floride. Une veille de tempête tropicale fut alors émise pour la côte de la Floride, depuis Jupiter Inlet jusqu'à Ocean Reef.
À 3 h UTC le 12 septembre, alors que Dix-neuf était à peine 40 km de Miami, une autre veille de tempête tropicale fut émise pour une portion de la panhandle de Floride, depuis le fleuve Ochlockonee jusqu'à la frontière entre les comtés d'Okaloosa et de Walton. La dépression toucha la côte de Floride juste au sud de Miami vers 6 h UTC et a ensuite traversé le sud de l'État durant la nuit pour ressortir dans l'est du golfe du Mexique au matin. À 18 h UTC, la dépression s'est intensifiée en la tempête tropicale Sally, alors qu'elle était située à 60 km au sud-sud-est de Naples (Floride). Les veilles et alertes cycloniques furent déplacées jusqu'au delta du Mississippi.
À 16 h UTC le 14 septembre, le NHC émet un bulletin spécial faisant état d'un très net renforcement de Sally en 1 heure seulement, atteignant le statut d'ouragan avec des vents de 140 km/h et une pression de 985 hPa. À 21 h UTC, le NHC rehaussa Sally au niveau d'ouragan de Catégorie 2 sur l'Échelle de Saffir-Simpson alors qu'il était à 170 km à l'est du delta du Mississippi et se dirigeait lentement vers celui-ci.
Le matin du 15 septembre, les vents de Sally avait légèrement ralenti pour retomber à la catégorie 1 et le système se déplaçait très lentement vers le nord-ouest à 110 km à l'ouest du delta, donnant des pluies diluviennes et une importante onde de tempête tout le long de la côte de la Louisiane au panhandle de Floride. Le soir, la trajectoire avait tourné vers le nord-nord-est, s'approchant de la côte de l'Alabama et s'approfondissait à 972 hPa.
À 9 h 45 UTC, le 16 septembre, le centre de l’œil de l'ouragan est entré sur les terres près de Gulf Shores, en Alabama, en tant que catégorie 2 avec des vents maximums soutenus de 165 km/h et une pression centrale de 965 hPa. À 18 h UTC, Sally était déjà redevenue une tempête tropicale à 45 km au nord-nord-est de Pensacola, Floride, à cause de la friction.
À 3 h UTC le 17 septembre, le système fut déclassé au niveau de dépression tropicale par le NHC alors qu'il se trouvait au sud de Montgomery (Alabama), se dirigeant vers le nord-est avec des vents soutenus de seulement 55 km/h. Produisant encore des pluies diluviennes, l'ex-Sally était sur le déclin rapide et à 15 h UTC, elle est devenue une dépression post-tropicale sur le sud de la Géorgie à 185 km au sud-ouest d'Athens. La dépression des latitudes moyennes devait passer ensuite sur les Carolines, déboucher sur l'océan Atlantique pour être absorbée par un système frontal et transiter au sud des provinces de l'Atlantique canadiennes.

## Préparatifs
Comme mentionné dans la section précédente, des veilles puis des alertes cyclonique ont été émise par le National Hurricane Center pour l'extrême sud de la Floride pour la dépression initiale, puis de la côte de la Louisiane au panhandle de Floride pour l'ouragan Sally. L'état d'urgence fut déclaré par les autorités locales dans les États de Louisiane, du Mississippi et de l'Alabama,,.

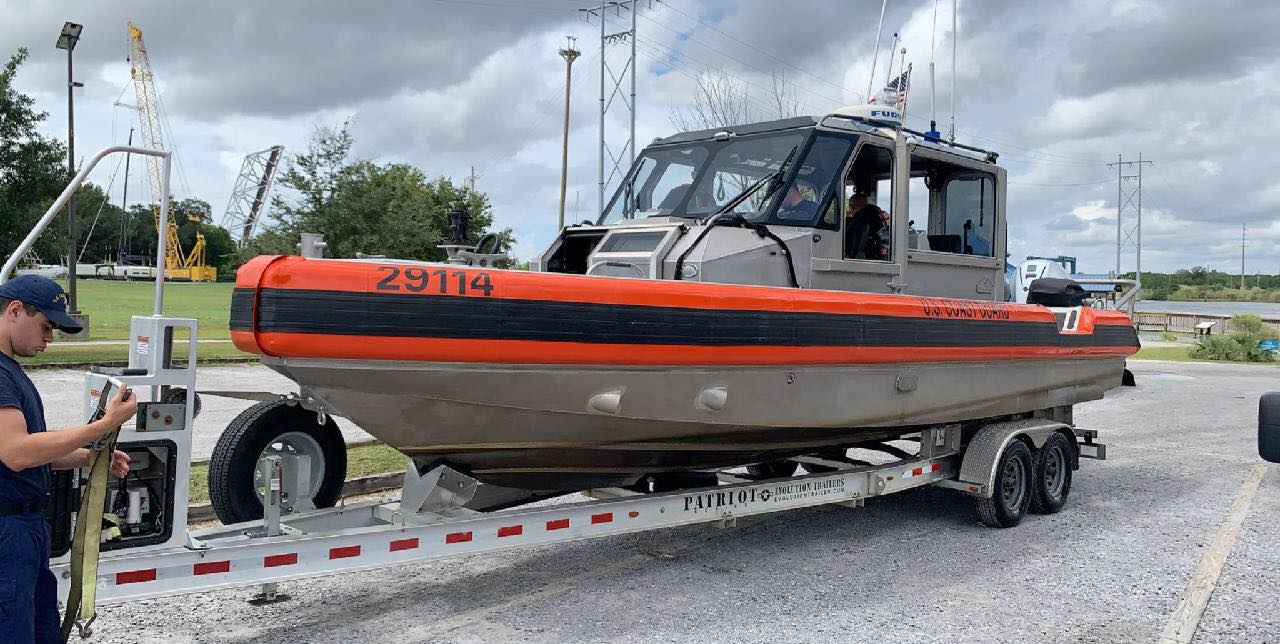
U.S. Coast Guard se préparant à l'arrivée de Sally.

Le maire de la Nouvelle-Orléans a ordonné l'évacuation de certaines portions de la ville en raison de l'onde de tempête, tandis que la Louisiane se remettait toujours des effets dévastateurs de l'ouragan Laura trois semaines plus tôt. Plusieurs paroisses et régions de l'État ont été mis sous les ordres d'évacuation obligatoires, y compris la paroisse de Saint-Charles, certaines sections des paroisses d'Orléans, de Jefferson, de Plaquemine et de Saint-Jean-Baptiste. Des abris furent ouverts tandis que les classes furent annulées à tous les niveaux dans tout le sud-est de la Louisiane pour le mardi 15 septembre. Les responsables de la Federal Emergency Management Agency (FEMA) ont déclaré qu'elle apporterait des ressources supplémentaires à la Louisiane pour les conséquences de la tempête sans détourner l'aide antérieure pour l'ouragan Laura.
Le gouverneur du Mississippi, Tate Reeves, a exhorté les habitants à se préparer pour Sally. Certains abris ont été ouverts, bien que les responsables aient exhorté les personnes qui évacuaient à rester chez des amis, des parents ou dans des hôtels, si possible, à cause de la pandémie de Covid-19. Des évacuations obligatoires ont été ordonnées pour des parties des comtés de Harrison et de Hancock,.
Le gouverneur de l'Alabama, Kay Ivey, a ordonné la fermeture toutes les plages de la côte du golfe du Mexique et a appelé à l'évacuation des zones basses et sujettes aux inondations. De plus, le maire de l'île Dauphin a fortement encouragé toutes les personnes à évacuer l'extrémité ouest après que l'eau ait commencé à empiéter sur la route principale. Avec l'état d'urgence déclaré le lundi 14 septembre, les écoles et les universités ont annulé les classes au profit de cours en ligne.

## Impact

### Sud de la Floride
Sally a provoqué de fortes pluies dans le sud de la Floride et les Keys de Floride, avec un maximum de près de 300 mm à Key West, provoquant des inondations. Des orages dans les bandes externes de pluies de Sally à l'est de Tampa Bay le 12 septembre et dans le comté de Lee le jour suivant ont nécessité l'envoi d'alertes de tornades mais aucune n'a été rapportée. Plusieurs avertissements ont également été émis pour la côte de Floride en raison de la possibilité de développement de trombes marines.

### Côte du golfe du Mexique

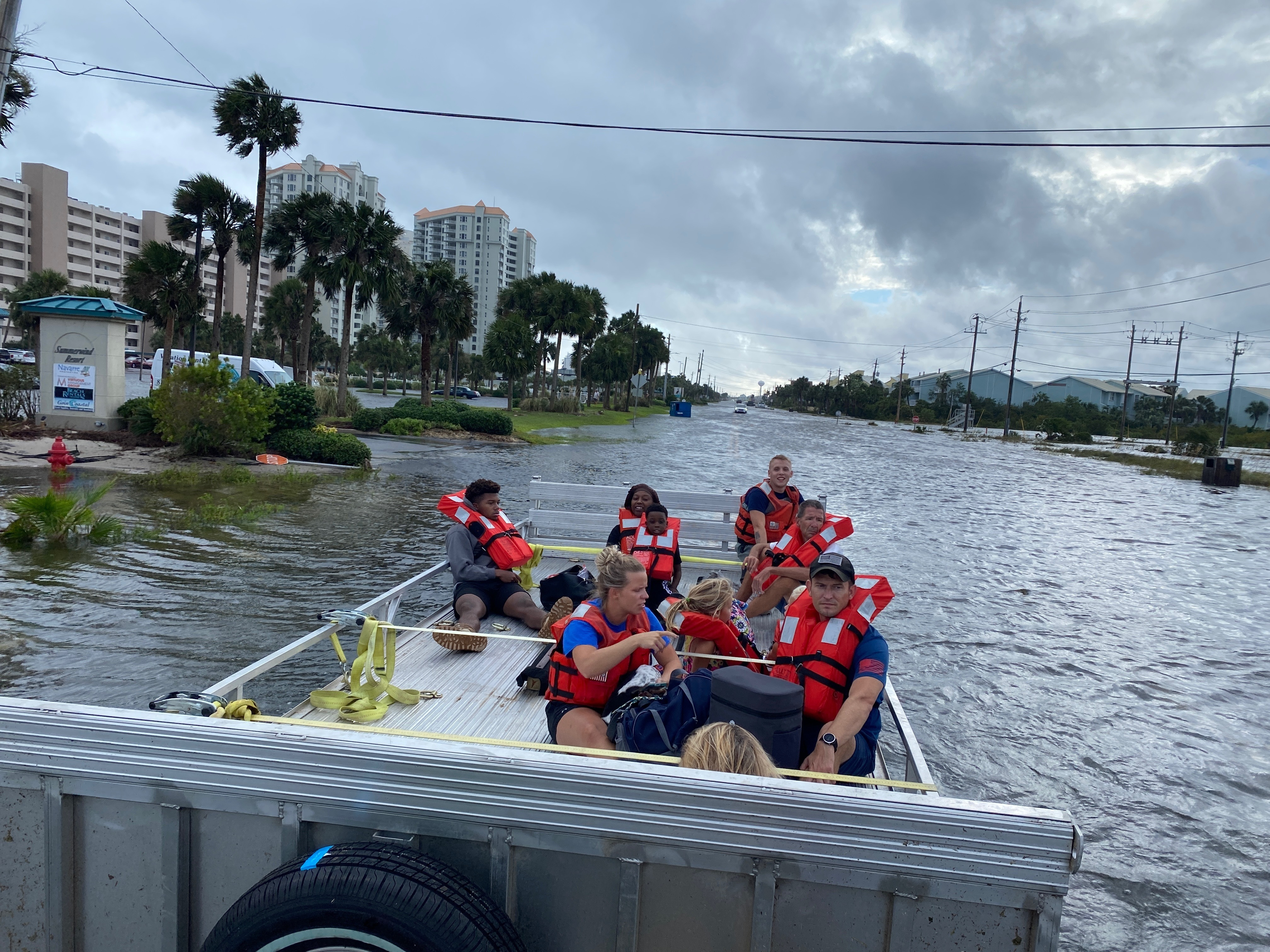
Personnes rescapés des inondations par la garde-côte près de Navarre (Floride).

Peu après que l'ouragan ayant touché la côte le 16 septembre, un vent soutenu de 130 km/h et une rafale à 159 km/h furent signalées à Dauphin Island, Alabama, alors que des rafales à 139 km/h étaient aussi observées à la base aéronavale de Pensacola, Floride. À 12 h UTC, une rafale de 148 km/h était enregistrée à la même base. Selon le site Poweroutage, plus de 500 000 foyers ont manqué d’électricité en Floride et en Alabama.
La région du panhandle de Floride a subi le plus gros de la tempête. Dans le comté d'Escambia, qui comprend Pensacola, le shérif a ordonné à ses officiers d'aider les résidents aussi longtemps que possible sans mettre leur vie en péril. Dès le 15 septembre, une barge de construction dans la baie de Pensacola s'est détachée en raison des vagues et s'est logée sous le pont traversant la baie, provoquant la fermeture temporaire de celui-ci. Le lendemain matin, une grue de construction s'est abattue sur le même pont, détruisant une partie du tablier. Le département des transports de Floride n'était pas capable en pleine tempête d'évaluer les dégâts.
Pensacola a reçu plus de 610 mm de pluie et subi une onde de tempête de 1,7 m, alors qu'à Tiger Point se sont 910 mm qui sont tombés. À Pensacola, des inondations de rues furent signalées, submergeant des voitures en stationnement. Une rupture de conduite d'eau s'est également produite à Pensacola Beach, obligeant les autorités à conseiller aux résidents de remplir leur baignoire avec de l'eau pour se faire une réserve. Une faible tornade fut rapportée dans la région d'Alliance (comté de Jackson) ainsi que plusieurs bris par le vent dans tout le panhandle.
Sally a provoqué des inondations dans le Mississippi, en particulier dans le comté de Jackson. Au plus fort de la tempête, plus de 10 000 clients étaient sans électricité. Cependant, le gouverneur Tate Reeves a déclaré qu'il était reconnaissant que l'État ait évité des dommages étendus.
En Louisiane, les vents provenant des bandes externes de Sally ont fait déborder la rive sud du lac Pontchartrain, inondant le boulevard Lakeshore Drive. Cependant, aucun dommage grave n'a été signalé alors que la tempête est passée plus à l'est que prévu initialement.

#### Alabama
L'onde de tempête de Sally a provoqué des inondations sur l'île Dauphin dès tôt le 14 septembre. Deux casinos fluviaux inoccupés à Bayou La Batre, près de Mobile, se sont détachés en raison de l'action constante des vagues, l'un d'eux heurtant un quai. Des dommages structurels majeurs ont été enregistrés à Gulf Shores, lieu où Sally a touché la côte, ainsi qu'à Mobile. Une jetée de Gulf Shores, ayant dû être reconstruite après le passage de l'ouragan Ivan en 2004, fut partiellement détruite à nouveau par l'onde de tempête seulement quelques jours après sa réouverture marquant un récente rénovation. Il y a également eu plusieurs rapports faisant état de dommages aux condos de vacanciers, quelques-uns ayant été détruits, ainsi que plusieurs bris aux arbres et infrastructure par le vent dans les comtés de Mobile et Baldwin, dont plus de 2 000 lignes électriques endommagées ou détruites qui nécessiteront plusieurs semaines pour être réparées. De nombreuses zones ont noté des niveaux d’inondations record selon la gouverneure de l’Alabama. La marina d'Orange Beach fut aussi balayée et les bateaux de plaisance se sont retrouvés sur les quais au milieu de débris.
En raison des dégâts généralisés dans la ville, un couvre-feu fut imposé à Mobile à partir du 16 septembre. Immédiatement après la tempête, les volontaires de la « marine Cajun », une organisation de sauvetage à but non lucratif, ont commencé à répertorier les dégâts en Alabama.
L'industrie agricole de l'Alabama, déjà sous tension en raison des impacts liés au Covid-19, a subi un autre coup dévastateur alors que de nombreuses fermes furent complètement inondés, les cultures déchiquetées et les structures détruites par Sally.

### Géorgie et Carolines
Le 16 septembre, deux tornades furent signalées dans le Sud de la Géorgie et il y eut quelques rapports de dégâts par le vent en Caroline du Sud. Une tornade et plusieurs dégâts par le vent sous des orages se sont reproduites le lendemain en Caroline du Sud.

### Bilan
| État    | Décès directs | Décès indirects | Dommages ($US)   |
| ------- | ------------- | --------------- | ---------------- |
| Floride | 2             | 1               | N/D              |
| Alabama | 1             | 1               | N/D              |
| Géorgie | 3             | 0               | N/D              |
| Total   | 6             | 2               | >5 milliards $US |
| Total   | 8             |                 | >5 milliards $US |

En Floride, à Pensacola, un plaisancier de 27 ans est disparu, et présumé mort, quand il a quitté sa maison dans une chaloupe à fond plat en vue de trouver le bateau-ponton de sa mère qui s'était détaché lors de l'ouragan. Une deuxième personne est décédée après avoir succombé à intoxication au monoxyde de carbone due à l'utilisation d'un générateur à l'intérieur. Finalement, le corps d'e kayakiste de 45 ans qui était disparu au plus fort de la tempête a été découvert marquant le troisième décès de la région Pensacola et de l'état de Floride.
En Alabama, une personne est décédée et une autre disparue à Orange Beach, une zone la plus touchée par les inondations. Une autre personne est morte à Foley après le passage de Sally en nettoyant les débris.
En Géorgie, une personne a été tuée et deux autres ont été blessées après qu'un grand chêne soit tombé sur deux maisons et plusieurs voitures à Atlanta. Deux autres décès sont survenus dans la région métropolitaine d'Atlanta, un dans le comté de Cobb où un automobiliste ayant perdu le contrôle de son véhicule sur une route glissante a heurté un piéton à un arrêt de bus et un autre dans le comté de Gwinnett où une femme de 71 ans fut tuée par la chute d'un arbre est tombé sur la chaussée.
Selon Le réassureurs AON, les dégâts causés par Sally furent estimés à plus de 5 milliards $US aux États-Unis.

## Référence
1. ↑  (en) Blake, « Tropical Depression Nineteen Advisory Number One », National Hurricane Center, 11 septembre 2020 (consulté le 11 septembre 2020).
2. ↑  (en) Cangialosi, « Tropical Depression Nineteen Advisory Number 2 », National Hurricane Center, 12 septembre 2020 (consulté le 12 septembre 2020).
3. ↑  (en) Beven, « Tropical Depression Nineteen Advisory Number 3 », National Hurricane Center, 12 septembre 2020 (consulté le 12 septembre 2020).
4. ↑  (en) Pasch, « Tropical Storm Sally Advisory Number 4A », National Hurricane Center, 12 septembre 2020 (consulté le 12 septembre 2020)
5. ↑  (en) Brown/Brennan, « Hurricane Sally Update Statement », National Hurricane Center, 14 septembre 2020 (consulté le 14 septembre 2020)
6. ↑  (en) Brown, « Hurricane Sally Advisory Number 14 », National Hurricane Center, 14 septembre 2020 (consulté le 14 septembre 2020)
7. ↑  (en) Brown, « Hurricane Sally Advisory Number 16A », National Hurricane Center, 15 septembre 2020 (consulté le 15 septembre 2020)
8. ↑  (en) Pasch, « Hurricane Sally Advisory Number 19 », National Hurricane Center, 15 septembre 2020 (consulté le 16 septembre 2020)
9. ↑  (en) Stewart et Blake, « Hurricane SALLY Update Statement », National Hurricane Center, 16 septembre 2020 (consulté le 16 septembre 2020)
10. ↑  (en) Brown, « Tropical Storm Sally Intermediate Advisory Number 22A », National Hurricane Center, 16 septembre 2020 (consulté le 16 septembre 2020)
11. ↑  (en) Pasch, « Tropical Depression Advisory Number 24 », National Hurricane Center, 17 septembre 2020 (consulté le 17 septembre 2020).
12. ↑  (en) Carbin, « Post-Tropical Cyclone Sally Advisory Number 26 », Weather Prediction Center, 17 septembre 2020 (consulté le 17 septembre 2020).
13. 1 2  (en) J. Edward Moreno, « Louisiana governor declares state of emergency preparing for Tropical Storm Sally », The Hill,‎ 12 septembre 2020 (lire en ligne, consulté le 15 septembre 2020).
14. ↑  (en) Luke Ramseth et Lici Beveridge, « Hurricane Sally updates: More mandatory evacuations, shelters open », The Clarion-Ledger,‎ 14 septembre 2020 (lire en ligne, consulté le 15 septembre 2020).
15. ↑  (en) « Ivey closes beaches, recommends evacuations for Sally », AL.com,‎ 14 septembre 2020 (lire en ligne, consulté le 15 septembre 2020).
16. 1 2  (en) « List of Evacuation Orders in Louisiana and Mississippi Ahead of Hurricane Sally », MSN,‎ 14 septembre 2020 (lire en ligne, consulté le 15 septembre 2020).
17. 1 2 3  (en) « Live Updates : Sally forecast as Cat 2 at landfall, Tangipahoa Parish sets up shelter of last resort », WWLTV,‎ 14 septembre 2020 (lire en ligne, consulté le 15 septembre 2020).
18. 1 2  (en) « Hurricane Sally Threatens Gulf Coast With a Slow Drenching », NBC New York,‎ 14 septembre 2020 (lire en ligne, consulté le 16 septembre 2020).
19. 1 2  (en) Steve Alexander, « Dauphin Island mayor strongly encourages evacuating west end of island », FOX10 News,‎ 14 septembre 2020 (lire en ligne, consulté le 17 septembre 2020).
20. ↑  (en) Ron Brackett et Jan Wesner Childs, « Mississippi, Alabama and Louisiana Make Final Preparations in Advance of Hurricane Sally », The Weather Channel,‎ 14 septembre 2020 (lire en ligne, consulté le 16 septembre 2020).
21. ↑  (en) David Goodhue et Gwen Filosa, « That was some storm. Florida Keys drying out from Sally’s heavy rain and flooding », Miami Herald,‎ 14 septembre 2020 (lire en ligne, consulté le 15 septembre 2020).
22. ↑  (en) « SPC Storm Report for 09/12/2020 », Storm Prediction Center, 12 septembre 2020 (consulté le 15 septembre 2020).
23. ↑  (en) « Hurricane Watch Issued for Parts of Louisiana, Mississippi and Alabama as T.S. Sally Leaves Florida », The Weather Channel, 12 septembre 2020 (consulté le 12 septembre 2020).
24. ↑  (en) Brown, « Hurricane Sally Tropical Cyclone Update », National Hurricane Center, 16 septembre 2020 (consulté le 16 septembre 2020).
25. ↑  (en) Brown, « Hurricane Sally Intermediate Advisory Number 21A », National Hurricane Center, 16 septembre 2020 (consulté le 16 septembre 2020).
26. ↑  Lucie Aubourg et Gianrigo Marletta, Agence France-Presse, « L’ouragan «Sally» balaie le sud-est des États-Unis », Le Devoir,‎ 17 septembre 2020 (lire en ligne, consulté le 17 septembre 2020).
27. ↑  (en) Annie Blanks, « Construction barge breaks loose, strikes Three Mile Bridge during Hurricane Sally », Pensacola News Journal,‎ 15 septembre 2020 (lire en ligne, consulté le 16 septembre 2020).
28. ↑  (en) « Hurricane Sally leaves section of Three Mile Bridge missing », WEAR TV,‎ 16 septembre 2020 (lire en ligne, consulté le 16 septembre 2020).
29. 1 2  (en) « Hurricane Sally makes landfall : Part of Pensacola bridge collapses amid 30 inches of rain; 'catastrophic flooding' in Alabama, Florida », USA Today,‎ 16 septembre 2020 (lire en ligne, consulté le 16 septembre 2020).
30. 1 2 3  (en) « Hurricane Sally Crawling Toward Gulf Coast With Potentially Historic and Life-Threatening Flooding », The Weather Channel,‎ 15 septembre 2020 (lire en ligne).
31. ↑  (en) « Hurricane Sally latest Updates », CNBC,‎ 16 septembre 2020 (lire en ligne, consulté le 16 septembre 2020).
32. 1 2 3  (en) Storm Prediction Center, « SPC Storm Reports for 09/16/2020 », National Weather Service, 16 septembre 2020 (consulté le 17 septembre 2020).
33. 1 2  (en) Lici Beveridge et Keisha Rowe, « Sally Mississippi live updates : Hurricane Center downgrades to tropical storm », Mississippi Clarion Ledger,‎ 16 septembre 2020 (lire en ligne, consulté le 17 septembre 2020)
34. ↑  (en) « Riverboat Casinos Break Loose in Alabama as Hurricane Sally Nears Coast - Videos », The Weather Channel,‎ 14 septembre 2020 (lire en ligne, consulté le 17 septembre 2020).
35. 1 2  Agence France-Presse, « la tempête Sally s’abat sur le sud-est des États-Unis », Journal de Montréal,‎ 16 septembre 2020 (lire en ligne, consulté le 17 septembre 2020).
36. ↑  (en) Ashley Bowerman, « Alabama farms take beating from Hurricane Sally, farmers predict major crop losses », WSFA News,‎ 18 septembre 2020 (lire en ligne, consulté le 20 septembre 2020).
37. ↑  (en) Storm Prediction Center, « SPC Storm Reports for 09/17/2020 », National Weather Service, 17 septembre 2020 (consulté le 18 septembre 2020).
38. 1 2  (en) Global Catastrophe Recap : September 2020, Londres, AON, septembre 2020, 19 p. (lire en ligne [PDF]), p. 4.
39. ↑  (en) Kevin Robinson, « Second Pensacola death believed to be caused by Hurricane Sally », Pensacola News Journal,‎ 19 septembre 2020 (lire en ligne, consulté le 19 septembre 2020).
40. ↑  (en) « Body recovered near Innerarity Point was kayaker who went missing in storm, ECSO says », Pensacola News Journal,‎ 23 septembre 2020 (lire en ligne, consulté le 23 septembre 2020).
41. ↑  (en) « Mayor: 1 dead, 1 missing in Orange Beach after Hurricane Sally », WSFA TV,‎ 16 septembre 2020 (lire en ligne, consulté le 17 septembre 2020).
42. ↑  (en) « Baldwin County Coroner: 2 confirmed dead after Hurricane Sally », WKRG,‎ 18 septembre 2020 (lire en ligne, consulté le 18 septembre 2020).
43. ↑  (en) Adrianne M. Haney, « 1 person killed, 2 rescued after tree falls on house in southwest Atlanta », WXIA-TV,‎ 16 septembre 2020 (lire en ligne, consulté le 18 septembre 2020).
44. ↑  (en) Alexis Stevens, « Hurricane Sally’s remnants blamed for 3 metro Atlanta deaths », The Atlanta Journal-Constitution,‎ 18 septembre 2020 (lire en ligne, consulté le 18 septembre 2020).